# Hochstuhl
Hochstuhl (słoweń. Stol) – najwyższy szczyt w paśmie Karawanki w Alpach. Leży na granicy między Austrią i Słowenią.